# Tel Quel
Tel Quel var en fransk litterär-filosofisk tidskrift som publicerades i Paris mellan 1960 och 1982. Tidskriften var en plattform för inflytelserika franska filosofer såsom Roland Barthes, Jacques Derrida, Michel Foucault och Julia Kristeva. Tidskriftens fokus var kvalitetslitteratur, men lät emellanåt även publicera starkt politiska texter och provokativa manifest. Under en period hade tidskriften ett samarbete med det franska kommunistpartiet och under 1970-talet var tidskriften influerad av maoismen. När Tel Quel upphört ersattes den året därpå av L'Infini, som var mycket mindre teoretisk och mindre politiskt kontroversiell än Tel Quel. 